# Kazuo Saito
Kazuo Saito (n. 27 iulie 1951) este un fost fotbalist japonez.

## Statistici
| Japonia | Japonia | Japonia |
| An      | Meciuri | Goluri  |
| ------- | ------- | ------- |
| 1976    | 14      | 0       |
| 1977    | 5       | 0       |
| 1978    | 9       | 0       |
| 1979    | 0       | 0       |
| 1980    | 0       | 0       |
| 1981    | 0       | 0       |
| 1982    | 0       | 0       |
| 1983    | 0       | 0       |
| 1984    | 4       | 0       |
| Total   | 32      | 0       |